# Episodi de Il corvo (serie televisiva)
La prima e unica stagione della serie televisiva Il corvo, composta da 22 episodi, è stata trasmessa per la prima volta dal 25 settembre 1998 al 21 maggio 1999 (secondo IMDb e Metacritic) o dal 25 settembre 1998 al 22 maggio 1999 (secondo TMDB e The TVDB). 
Oltre alle date di prima visione originale, le fonti differiscono anche sullo Stato e sul canale che ha trasmesso per la prima volta la serie. TMDB e Metacritic, infatti, riportano che la stagione è stata trasmessa in Syndication, ma non specificano né i canali televisivi coinvolti nell'operazione, né quale o quali Stati hanno trasmesso la serie per la prima volta. IMDb invece riporta che la serie è stata trasmessa in Canada, ma non specifica il canale televisivo di trasmissione, mentre The TVDB riporta che la serie è stata trasmessa negli Stati Uniti dal canale Syfy.
In Italia la serie è stata trasmessa in prima visione e in disordine, in orario notturno, dal 12 febbraio 2003 ad aprile 2003. La maggior parte degli episodi è stata trasmessa su Rai 2, mentre per gli altri non è nota la data di prima visione eccetto due, trasmessi rispettivamente il 10 e il 12 aprile 2003 alle 4:00 di notte su Rai 1. Inoltre, dei due episodi di cui è nota la prima visione su Rai 1, viene riportato solo il titolo dell'episodio trasmesso il 10 aprile 2003.  
| n° | Titolo originale           | Titolo italiano              | Prima TV originale | Prima TV Italia  |
| -- | -------------------------- | ---------------------------- | ------------------ | ---------------- |
| 1  | The Soul Can't Rest        | Anime senza pace             | 25 settembre 1998  | 12 febbraio 2003 |
| 2  | Souled Out                 | Il patto del serpente        | 2 ottobre 1998     | 10 aprile 2003   |
| 3  | Get a life                 | Una vera famiglia            | 9 ottobre 1998     | 18 febbraio 2003 |
| 4  | Like It's 1999             | Voci                         | 16 ottobre 1998    |                  |
| 5  | Voices                     | Il caso Franklyn             | 23 ottobre 1998    |                  |
| 6  | Solitude's Revenge         | Operazione vendetta          | 30 ottobre 1998    | 25 febbraio 2003 |
| 7  | Double Take                | Falsa identità               | 6 novembre 1998    |                  |
| 8  | Give Me Death              | Donami la morte              | 13 novembre 1998   | 4 marzo 2003     |
| 9  | Before I Wake              | Prima del risveglio          | 20 novembre 1998   | 5 marzo 2003     |
| 10 | Death Wish                 | Il salto della morte         | 18 dicembre 1998   | 14 marzo 2003    |
| 11 | Through a Dark Circle      | Attraverso un cerchio oscuro | 17 gennaio 1999    | 9 marzo 2003     |
| 12 | Disclosure                 | Rivelazione                  | 22 gennaio 1999    | 16 marzo 2003    |
| 13 | The People Vs. Eric Draven | Incredibile verità           | 29 gennaio 1999    | 18 marzo 2003    |
| 14 | It's a Wonderful Death     | Il corso del destino         | 12 febbraio 1999   |                  |
| 15 | Birds of a Feather         | Inutile vendetta             | 19 febbraio 1999   |                  |
| 16 | Never Say Die              | La forza oscura              | 26 febbraio 1999   | 23 marzo 2003    |
| 17 | Lazarus Rising             | La resurrezione di Lazzaro   | 16 aprile 1999     |                  |
| 18 | Closing Time               | Musica maledetta             | 23 aprile 1999     |                  |
| 19 | The Road Not Taken         | La strada mai scelta         | 30 aprile 1999     |                  |
| 20 | Brother's Keeper           | Il padre scomparso           | 7 maggio 1999      |                  |
| 21 | Dead to Rights             | Lotta finale                 | 14 maggio 1999     | 3 aprile 2003    |
| 22 | A Gathering Storm          | Omicidi con esca             | 21 maggio 1999     |                  |

## Anime senza pace
- Titolo originale: The Soul Can't Rest
- Diretto da: Kari Skogland
- Scritto da: Bryce Zabel

### Trama
Dopo essere stato assassinato, Eric Draven torna in vita per vendicare la sua morte e lo stupro/omicidio di sua moglie. Ma non è solo. Un corvo misterioso è la sua guida e scopre di possedere poteri sovrannaturali. Il suo unico alleato è una ragazzina del posto, Sarah. Sulle sue tracce c'è il detective Darryl Albrecht, che pensa che Draven abbia simulato la propria morte e sia il vero responsabile della morte di sua moglie.

## Il patto del serpente
- Titolo originale: Souled Out
- Diretto da: Kari Skogland
- Scritto da: Bryce Zabel

### Trama
Top Dollar è dietro le sbarre, ma Eric è ancora nella terra dei vivi e Albrecht gli sta ancora dando la caccia. Nel frattempo il famiglio di Eric, il corvo, lo sta conducendo da una moglie maltrattata e da suo marito, che nasconde un malvagio segreto.

## Una vera famiglia
- Titolo originale: Get a Life
- Diretto da: T.W. Peacocke
- Scritto da: Brad Markowitz e Bryce Zabel

### Trama
La fidanzata morta di Eric, Shelly, ora è uno spirito senza pace. È in grado di comunicare con Eric poiché il loro vecchio loft funge da collegamento tra loro. Gli chiede di aiutare un uomo innocente condannato per omicidio. Nel frattempo Albrecht fa un patto con Eric.

## Voci
- Titolo originale: Like It's 1999
- Diretto da: Tony Westman
- Scritto da: Naomi Janzen

### Trama
Sarah scompare quando scopre che il suo migliore amico Kyle si è unito a una setta guidata da Shane Gant, un falso profeta del nuovo millennio. Albrecht e Draven si aiutano a vicenda. Inoltre, Eric inizia a frequentare un club locale chiamato Blackout.

## Il caso Franklyn
- Titolo originale: Voices
- Diretto da: Steven Hilliard Stern (accreditato come Steven Stern)
- Scritto da: John Turman

### Trama
Ad un carnevale locale, Eric incontra un ragazzo di nome Jesse, che è un vero medium. Tuttavia, il suo capo Doc lo sta usando per truffare le persone.

## Operazione vendetta
- Titolo originale: Solitude's Revenge
- Diretto da: Scott Williams[N 17]
- Scritto da: Chad Hayes e Carrie Hayes[N 18]

### Trama
Uno psicopatico omicida di nome Drew Kessler viene scarcerato e per vendetta rapisce Albrecht, l'uomo che lo aveva messo dietro le sbarre, liberandolo su un'isola deserta e dandogli la caccia come una preda. Eric interviene.

## Falsa identità
- Titolo originale: Double Take
- Diretto da: T.W. Peacocke
- Scritto da: David Ransil

### Trama
Albrecht dice a Eric che ci sono segnalazioni e avvistamenti di Shelly. Eric pensa che lei sia diventata come lui, quindi cerca di trovarla. Più tardi l'FBI si presenta chiedendo ad Albrecht perché ha richiesto loro informazioni su Shelly. Nel frattempo Eric sta per raggiungerla, ma anche alcuni uomini la inseguono. Successivamente la ragazza si presenta da Eric con una pistola ed Eric si rende conto che non è Shelly. È allora che arrivano gli uomini che le danno la caccia. Eric si occupa di loro e se ne va con lei. La ragazza rivela che faceva parte di un'organizzazione criminale e che un agente dell'FBI infiltrato nell'organizzazione le si è avvicinato. L'infiltrato le ha detto che sospetta che qualcuno nell'FBI stia lavorando segretamente per l'organizzazione e poi fa assegnare alla ragazza l'identità di Shelly, in modo che possa nascondersi. È allora che viene ucciso. Eric racconta ad Albrecht quello che gli ha detto la ragazza e Albrecht pensa che l'agente corrotto dell'FBI sia uno di quelli che lo ha interrogato sul perché stesse cercando Shelly.  Albrecht cerca di scoprire chi è l'agente corrotto e di raggiungere Eric, in modo da poter mettere la ragazza in custodia protettiva.

## Donami la morte
- Titolo originale: Give Me Death
- Diretto da: Scott Williams
- Scritto da: Peter M. Lenkov[N 18]

### Trama
Top Dollar fugge dal manicomio e inizia a brutalizzare le persone vicine a Eric. Il suo piano delirante è costringere Eric ad ucciderlo, in modo che possa ottenere i suoi poteri. Nel frattempo, Shelly entra nel corpo di un'altra donna. Inoltre, appare per la prima volta lo spirito guida di Eric, Skull Cowboy.

## Prima del risveglio
- Titolo originale: Before I Wake
- Diretto da: Alan Simmonds[N 19]
- Scritto da: Bryce Zabel[N 20]

### Trama
Eric, ora senza poteri, cerca di contattare Shelly tramite l'ipnosi. Non riesce nell'intento, finendo per ricordare la sua vita passata come Piuma Nera, un coraggioso membro della tribù Haida che si innamorò di Shelly nella sua vita passata. Intanto, la nuova compagna di Albrecht, Jessica Capshaw, chiede di Eric.

## Il salto della morte
- Titolo originale: Death Wish
- Diretto da: James Head
- Scritto da: Jackie Zabel[N 21]

### Trama
Eric fa amicizia con Jake Thompson, un motociclista temerario, poiché suo figlio morto Casey è preoccupato per lui. Il losco capo di Jake, Royal Boyd, lo spinge a fare un'acrobazia forse fatale. Eric si offre di prendere il suo posto.

## Attraverso un cerchio oscuro
- Titolo originale: Through a Dark Circle
- Diretto da: Tibor Takács
- Scritto da: John Turman[N 18]

### Trama
Eric cerca di forzare l'apertura del portale del loft che gli consente di contattare Shelly. Ci riesce, ma lo spirito demoniaco mutaforma di Richard Ellis Wilbanks, un serial killer giustiziato, salta fuori dal portale e inizia a dare la caccia alle persone che lo hanno condannato.

## Rivelazione
- Titolo originale: Disclosure
- Diretto da: James Head
- Scritto da: Bill Taub

### Trama
Il losco Frank Moran rileva il club Blackout. Eric diventa il suo scagnozzo per trovare prove che aiutino Albrecht a catturarlo. Tuttavia, gli Affari Interni indagano su Albrecht per vigilantismo e lo costringono a rivoltarsi contro Eric.

## Incredibile verità
- Titolo originale: The People vs. Eric Draven
- Diretto da: Tibor Takács
- Scritto da: Edward Tivnan

### Trama
Eric Draven, il Corvo, viene processato per l'omicidio della sua fidanzata e anima gemella, Shelly Webster.

## Il corso del destino
- Titolo originale: It's a Wonderful Death
- Diretto da: Gilbert M. Shilton
- Scritto da: Andy Baker e Brent Friedman

### Trama
Skull Cowboy rimanda Eric Draven alla notte dell'omicidio di Shelly in modo che possa riscrivere gli eventi di quello sfortunato Halloween e salvarla. Quando Draven fallisce, lo rimanda indietro ancora e ancora, ma a un certo punto Eric si chiede se può davvero riscrivere la storia o deve rassegnarsi al destino e andare avanti.

## Inutile vendetta
- Titolo originale: Birds of a Feather
- Diretto da: Alan Simmonds
- Scritto da: Bryce Zabel

### Trama
Eric incontra un'anima gemella in Hannah, un Corvo dai poteri sovrannaturali come lui. La donna ha un passato tragico simile al suo ed è in cerca di vendetta. Eric prova a convincerla ad abbandonare la vendetta e a cercare la redenzione, ma non riuscendo nell'intento da solo chiede aiuto a Capshaw e ad Albrecht, il quale è stato retrocesso ad agente semplice. 

## La forza oscura
- Titolo originale: Never Say Die
- Diretto da: Scott Summersgill[N 22]
- Scritto da: David Ransil[N 23]

### Trama
Un losco personaggio, Alexander Sokolov, vuole resuscitare Rasputin attraverso un rituale mortale e ottenere i suoi poteri, ma per fare questo ha bisogno del portale del loft di Eric. Nel frattempo, Albrecht e Capshaw si pentono di aver preso la decisione di mettersi insieme.

## La resurrezione di Lazzaro
- Titolo originale: Lazarus Rising
- Diretto da: Scott Summersgill
- Scritto da: Jonathan Vankin e John Whalen

### Trama
Il dottor Dorset, l'uomo che in precedenza aveva aiutato Eric a ricordare la sua vita passata, gli chiede di aiutare il Gruppo Lazzaro, un'antica società segreta oscura e influente che sta cercando un modo per raggiungere l'immortalità. In cambio, il dottore gli promette di fargli vedere Shelly.

## Musica maledetta
- Titolo originale: Closing Time
- Diretto da: William Gereghty
- Scritto da: Brad Markowitz e Edward Tivnan

### Trama
Eric ricomincia a suonare con la sua vecchia band, ma durante il concerto inizia a sentire una strana melodia nella sua testa, che inizia a farlo impazzire. Anche Funboy, che ha ucciso Eric e Shelly per Top Dollar, inizia a sentire la stessa melodia. Nel frattempo, Albrecht viene reintegrato come detective e cerca di rimettersi con la sua ex, Cordelia, il procuratore distrettuale di Port Columbia.

## La strada mai scelta
- Titolo originale: The Road Not Taken
- Diretto da: Brenton Spencer
- Scritto da: Carey W. Hayes e Chad Hayes[N 18]

### Trama
Eric aiuta la compagna corvo Hannah Foster a salvare una bambina da trafficanti di esseri umani. Tuttavia, Hannah, che sta ancora soffrendo per la tragica perdita di suo figlio, decide di tenersi la bambina. Nel frattempo, Funboy convince la madre di Sarah a ricominciare a bere.

## Il padre scomparso
- Titolo originale: Brother's Keeper
- Diretto da: Peter Dashkewytch
- Scritto da: Brad Markowitz[N 24]

### Trama
Il fantasma del padre di Chris, il fratellastro di Eric, chiama il nostro eroe e gli chiede di salvare suo figlio, che è stato rapito e torturato da uomini alla ricerca dei soldi rubati dall'amico morto di Chris. Ma questo odia sia suo padre che Eric.

## Lotta finale
- Titolo originale: Dead to Rights
- Diretto da: Alan Simmonds
- Scritto da: Brad Markowitz[N 18]

### Trama
Un serial killer sta prendendo di mira i poliziotti. Il tenente di Albrecht, Vincennes, diventa il prossimo bersaglio, quando sfida l'assassino davanti alle telecamere dei telegiornali. Il serial killer rapisce sua moglie e gli tende una trappola. Eric interviene.

## Omicidi con esca
- Titolo originale: A Gathering Storm
- Diretto da: Brenton Spencer
- Scritto da: Gregg Fienberg[N 18]

### Trama
Frederick Balsam, il malvagio leader del Gruppo Lazzaro, la cui anima è ora in un nuovo corpo giovane, divide Eric in due persone: il suo sé mortale buono e il suo sé malvagio infuriato, il Corvo. Shelly deve pagare un prezzo terribile per aiutare Eric.